# Tierra moribunda (género)

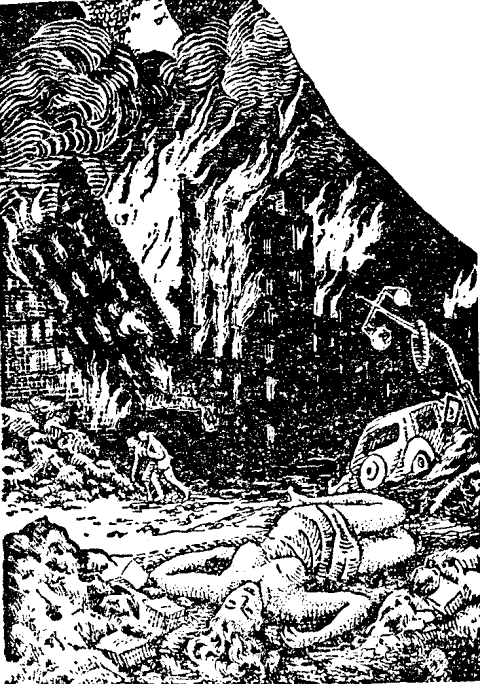
Ilustración interior de un autor no acreditado que muestra las ruinas en llamas de una ciudad,, para el cuento "Regeneración" de Charles Dye y Katherine MacLean de Future Combined with Science Fiction Stories, septiembre de 1951.

Tierra Moribunda (del inglés, Dying Earth) es un subgénero de la ciencia ficción fantástica o de la ciencia ficción que tiene lugar en el futuro lejano, bien al final de la vida en la Tierra o al final de los tiempos, cuando las leyes mismas del universo fallan. En este subgénero dominan los temas de weltschmerz (cansancio con el mundo), inocencia (perdida o no), idealismo, entropía, el agotamiento (parcial o permanente) de muchos o todos los recursos (como los nutrientes del suelo) y la esperanza de renovación.

## Género
El subgénero de Tierra moribunda se diferencia del subgénero apocalíptico en que no trata acerca de destrucciones catastróficas, sino del agotamiento entrópico de la Tierra. Presagios de este género pueden apreciarse en las obras del movimiento romántico. Le Dernier Homme (El último hombre; 1805), de Jean-Baptiste Cousin de Grainville, narra la historia de Omegarus, el último hombre sobre la Tierra. Brinda una visión desoladora del futuro que ocurre cuando la Tierra se ha vuelto totalmente estéril. El poema de Lord Byron "Darkness" (Oscuridad; 1816) describe a la Tierra después de que el Sol ha muerto. El último hombre (1826) de Mary Shelley detalla un futuro en el que la humanidad es erradicada lenta pero inexorablemente de la faz del planeta a raíz de un imparable brote de la Peste, que mata a casi toda la población excepto al protagonista, inmune a los efectos de la enfermedad.
Otro antiguo ejemplo es La Fin du Monde (El fin del mundo, también conocido como Omega: los últimos días del mundo), escrito por Camille Flammarion y que se publicó en Francia en 1893. La primera parte de la novela trata sobre un cometa que avanza en curso de colisión con la Tierra en el siglo XXV. La segunda parte se centra en la historia futura del planeta, en la que las civilizaciones surgen y caen, los humanos evolucionan y, finalmente, la Tierra termina como un planeta viejo, moribundo y estéril.
La máquina del tiempo, novela corta de 1895 de H. G. Wells, utiliza imágenes de la Tierra moribunda. Al final de la novela, el anónimo viajero del tiempo viaja treinta millones de años al lejano futuro, donde solo existen cangrejos, mariposas y líquenes gigantes en una Tierra árida, y luego viaja aún más al futuro para ver cómo se apaga el Sol y cómo se congela la Tierra.
Dos obras melancólicas de William Hope Hodgson explayan la perspectiva de Wells. La casa en el confín de la Tierra (1908) tiene lugar en una casa asediada por fuerzas sobrenaturales. El narrador luego viaja (sin explicación y tal vez psíquicamente) a un futuro lejano en el que la humanidad ha desaparecido y luego aún más allá, después de la muerte de la Tierra. El reino de la noche de Hodgson (1912) describe una época, millones de años en el futuro, en la que el Sol se ha oscurecido. Los últimos cuantos millones de miembros la raza humana se encuentran reunidos en una gigantesca pirámide de metal, el Último Reducto (probablemente el primer ejemplo de arcología en la literatura), que se encuentra bajo el asedio de ejércitos y poderes desconocidos en la oscuridad.
Una obra del autor temprano francés de ciencia ficción J.-H. Rosny aîné, La Mort de la Terre (La muerte de la Tierra; 1910), trata sobre la última y dispersa generación de una humanidad evolucionada sobre una tierra desértica y agotada y el encuentro que tienen con un nuevo tipo de vida mineral-metálica. En algunos sentidos puede interpretarse como la inversión de su obra anterior Les Xipéhuz (1887), en la cual humanos antiguos se encuentran con una forma de vida completamente extraña e incomprensible y luchan contra ella.

A partir de la década de 1930, Clark Ashton Smith escribió una serie de historias ambientadas en Zothique, el último continente de la Tierra, en donde sus habitantes viven sus vidas de manera similar a como lo hacían las civilizaciones de la era clásica. En una carta a L. Sprague de Camp, fechada el 3 de noviembre de 1953, Smith escribió:
Zothique, vagamente sugerido por las teorías teosóficas sobre continentes pasados y futuros, es el último continente habitado de la tierra. Los continentes de nuestro ciclo actual se han hundido, quizás varias veces. Algunos han permanecido sumergidos; otros han resurgido, parcialmente, y se han reorganizado. La ciencia y la maquinaria de nuestra civilización actual se han olvidado hace ya mucho tiempo, junto con nuestras religiones actuales. Sin embargo, muchos dioses son adorados, y la hechicería y el demonismo prevalecen de nuevo como en la antigüedad. Los navegantes solo usan remos y velas. No hay armas de fuego, solo los arcos, flechas, espadas, jabalinas, etc. de la antigüedad.
Aunque técnicamente hablando no están ambientadas en una Tierra moribunda, muchas de las historias de espada y planeta de principios del siglo XX se desarrollan en Marte, en particular la serie de Barsoom de Edgar Rice Burroughs y las obras por ella influenciadas, como las historias de Eric John Stark de Leigh Brackett o la serie de C. L. Moore centrada en el personaje de Northwest Smith, y comparten varias similitudes con el subgénero. En tales historias, antiguas y exóticas civilizaciones marcianas (u otras) han pasado por un declive decadente, acelerado o empeorado por la presencia de adversarios demoníacos provenientes de épocas pasadas.
Bajo la influencia de Smith, Jack Vance escribió la colección de cuentos La Tierra moribunda. Esta colección tuvo varias secuelas y le dio su nombre al subgénero.

## Ejemplos
- H. P. Lovecraft y Robert H. Barlow - "Till A 'the Seas" (1935) es un cuento sobre la lenta desaparición de la civilización humana y la extinción de toda la vida en la Tierra, cuando el planeta se convierte en un desierto bajo el sol que se ha expandido hasta convertirse en un gigante rojo. La historia se centra en un protagonista masculino llamado Ull, el último de su tribu, y su viaje por tierras y ciudades abandonadas con la esperanza de encontrar agua, refugio y otros sobrevivientes.
- Don A. Stuart - Night (1935). Cuento. Como efecto secundario inesperado de un dispositivo antigravedad experimental, un piloto de prueba es enviado incontables miles de millones de años hacia el futuro. La Vía Láctea ha quedado reducida a menos de un año luz de diámetro, y la Tierra muerta está acoplada por mareas a un sol rojo mucho más grande y frío. Todos los gases de la atmósfera, excepto el neón y el helio, están congelados. Una gran ciudad contiene los restos helados de humanos, y las máquinas que la humanidad había perfeccionado están muertas debido a la superconductividad causada por el frío.
- Edmond Hamilton - The City at World's End (1951) y la historia del cómic "Superman Under the Red Sun" de Action Comics # 300 (1963).
- Arthur C. Clarke - La ciudad y las estrellas (1956), una revisión y expansión de su novela corta anterior "Against the Fall of Night".
- John Brunner - Catch a Falling Star, una versión extendida de The 100th Millennium, publicada por primera vez como "Earth is But a Star" (1958) y que aparece en la antología de Broderick, (2001, ver más abajo). Un ejemplo temprano de un cuento ambientado en el futuro lejano influenciado por Vance.
- Brian Aldiss - Hothouse (1962, también conocido como The Long Afternoon of Earth). La Tierra está acoplada por mareas con el sol, lo que ha aumentado la producción, y las plantas se ven envueltas en un frenesí constante de crecimiento y descomposición, como un bosque tropical aumentado mil veces; pequeños grupos de humanos todavía sobreviven, al borde de la extinción, bajo el árbol de higuera gigante que cubre todo el lado diurno de la Tierra.
- Poul Anderson - Epilogue (1962). Una novela sobre una nave espacial de la Tierra de camino hacia un nuevo sistema solar, pero que debido a un mal funcionamiento retorna a su sistema solar original dentro de tres mil millones de años. El sol se ha convertido en un gigante rojo y la vida en la Tierra ha sido reemplazada por organismos cibernéticos, descendientes de la tecnología humana.
- Lin Carter - Giant of World's End (1969) y las precuelas que le siguen. Novelas de fantasía de espada y brujería ambientadas en una Tierra decadente del futuro lejano en la que supuestamente todas las masas de tierra del mundo se han vuelto a juntar para formar un último supercontinente llamado Gondwane.
- M. John Harrison: una serie de cuentos y novelas ambientados en Viriconium desde 1971 en adelante. Viriconium es la ciudad capital en la que se desarrolla gran parte de la acción. Viriconium se encuentra en una Tierra moribunda llena de los detritos de los milenios, aparentemente ahora es su propio universo hermético donde la cronología ya no aplica.[2]
- Michael Moorcock - Serie The Dancers at the End of Time (1972-6).[3]
- Hideyuki Kikuchi - Vampire Hunter D
- C. J. Cherryh - Sunfall (1977-2004), una colección de historias cortas ambientadas en varios lugares de la Tierra en un futuro lejano. El tono, los temas y las convenciones de fantasía empleados en esta colección difieren según la historia. (Reimpresos en The Collected Short Fiction of C. J. Cherryh).
- Doris Piserchia - Earthchild (1977), en la que el último ser humano en la Tierra se enfrenta a la competencia de las criaturas alienígenas que se extienden por todo el mundo y que han devastado el planeta.
- George R. R. Martin - Muerte de la luz (1977), una novela ambientada en Worlorn, un mundo cuyo curso lo lleva a los confines del espacio, donde morirá toda la vida del planeta.
- Philip José Farmer - En Dark Is the Sun (1979), un miembro de una tribu de un futuro lejano, recorre el paisaje de una Tierra moribunda. Como ocurre con gran parte de la ciencia ficción de "Tierra moribunda", este texto reflexiona sobre la naturaleza del final y el significado del tiempo mismo.
- Thundarr, el bárbaro (1980-1981) Serie animada creada por Steve Gerber y producida por Ruby-Spears Productions. Ambientada en un páramo postapocalíptico futuro (c. 3994) dividido en reinos o territorios, la mayoría de los cuales están gobernados por magos (en su mayoría malévolos) que combinan hechizos mágicos con tecnologías reanimantes del mundo anterior a la catástrofe y cuyas ruinas suelen presentar características geográficas reconocibles de los Estados Unidos. El héroe Thundarr, un guerrero musculoso, cuyos compañeros incluyen a la Princesa Ariel, una formidable joven hechicera, y Ookla the Mok (un humanoide leonino) viaja por el mundo a caballo, luchando contra magos malvados.
- Gene Wolfe - Libro del sol nuevo (1981-3) narra el viaje de un torturador deshonrado llamado Severian a la posición más alta del país. Severian, que dice tener una memoria perfecta, cuenta la historia en primera persona. El Libro tiene lugar en un futuro lejano, donde el sol se ha oscurecido considerablemente. Wolfe ha declarado que la serie de Vance influyó directamente en este trabajo. El Libro tiene varios volúmenes asociados.
- Darrell Schweitzer - The Shattered Goddess (1983), novela de fantasía ambientada en el final del dominio del hombre sobre la Tierra, en el intervalo entre la muerte de la última deidad de la era anterior y el surgimiento de la primera de la nueva. Seguido de Echoes of the Goddess (2013), una colección de cuentos a manera de precuela.
- Michael Shea - Nifft the Lean (1982), una serie de cuentos de espada y brujería ambientados en una era lejana en el futuro donde demonios y entidades alienígenas compiten por el dominio de la Tierra. Una historia posterior ambientada en el mismo universo incluía un mashup con Cugel the Clever de Vance.

### Cómics
- Alan Grant - King Barman (1 de noviembre de 1996). Un señor supremo del mal observa cómo la realidad misma se está cayendo a pedazos desde su castillo-ciudadela situado frente a una estrella moribunda. Mira hacia atrás en el tiempo presentando una penúltima batalla entre el bien y el mal que afectó la naturaleza misma del universo mismo, con resultados horribles que conducen al estado abismal que observa. Usando su inmenso poder, el último monarca conocido como Aquel-que-se-Atreve usa sus habilidades para cambiar el resultado de tal fatídico conflicto entre Nu-Gotham y su héroe/monarca contra el asalto de una horda invasora a favor de los buenos. Causa con esto que la realidad cambie a una forma de conciencia existencial superior provocando así un nuevo amanecer.
- Alan Moore - Wildstorm Spotlight # 1 (1 de febrero de 1997), ambientado en la penúltima muerte por calor del Universo. Majestros de Khera/Tierra encabeza un pequeño cónclave de nómadas inmortales en el futuro a medida que la realidad muere a su alrededor.
- Damien Broderick, editor - Earth is But a Star: Excursions through Science Fiction to the Far Future (2001), una antología de cuentos canónicos de Tierra moribunda ambientados principalmente en la Tierra en el futuro lejano, entretejidos con ensayos críticos especialmente encargados sobre el tema de la Tierra moribunda.
- Ian Edginton - The Establishment (1 de noviembre de 2002), cuyo final fue una nueva visita a Wildstorm Spotlight: The Big Chill de Alan Moore, en el que Majestros ha encontrado una iteración muy evolucionada de su antiguo socio de WildCATs Spartan, que buscaba reiniciar la creación misma pues estaba terminando. Un científico desquiciado de un futuro alternativo se esfuerza por cooptar su reconstrucción del continuo que agoniza para sus propios propósitos, y el equipo británico de superhéroes y los principales protagonistas del cómic se movilian para detenerlo.
- Greg Bear - City at the End of Time (2008), una novela que es un homenaje a El reino de la noche de William Hope Hodgson.
- Jason Aaron - The Last Days of Midgard (2013), una miniserie de cómics para Thor: God of Thunder a principios de 2014, en la que Thor, padre de todo, se sienta al final de los tiempos supervisando tanto la reconstrucción del Viejo Asgard como un planeta Tierra moribundo después de que la humanidad mató su ecosistema y, como resultado, la raza misma murió.[4]
- Rick Remender - Low (2014), una serie de cómics ambientada en el futuro a miles de millones de años, donde la rápida expansión del sol obliga a la humanidad a vivir bajo el agua.
- Joe Keatinge - Strange Visitor (2014). Unos mil millones de años después de la muerte de la mayor parte de la vida en el universo. Superman permanece como uno de los últimos seres viviendo su continuidad final después de que Kamandi y el Rey Rathotis dejaron su estéril planeta para una final exploración espacial. Aquí, al final de los tiempos, Kal-El ha ascendido a un estado pseudodeificado en el que su conjunto de poderes ha evolucionado hasta el punto de la inmortalidad y la alteración de la realidad. Clark pasa su tiempo observando los últimos momentos de su mundo natal adoptivo y conversando con el último dios de toda la creación antes de intentar corregir un error que no pudo evitar eones antes.[5]